# Vinko Hafner
Vinko Hafner, slovenski politik, komunist, partizan, častnik, politični komisar in prvoborec, * 21. januar 1920, Stražišče, Kranj † maj 2015.
Pred 2. svetovno vojno je bil tekstilni delavec v Jugobruni, kjer je bil zaradi sindikalnega delovanja (tajnik tekstilne podzveze Splošne strokovne zveze v Kranju) odpuščen. Leta 1940 je vstopil v KPS in 1941 v NOB, kjer je mdr. sodeloval pri organiziranju partijske tehnike. Opravljal je dolžnosti sekretarja OK KPS Kranj (1942), političnega komisarja I. grupe odredov, člana PK KPS in sekretarja PK SKOJ za Gorenjsko in Koroško. Kot odposlanec se je udeležil Zbora odposlancev slovenskega naroda v Kočevju. 1944 je bil sekretar komisije za agitacijo in propagando KPS za Štajersko, kjer je urejal Novi čas, nato sekretar političnega oddelka 15.divizije in politični komisar 18. divizije. Po osvoboditvi je bil predsednik okrajnega ljudskega odbora v Kranju in sekretar OK KP Kranj, pomočnik predsednika Sveta za zakonodajo vlade LRS (1946-53), nato predsednik Občinskega ljudskega odbora Kranj in1961-65 državni podsekretar v sekretariatu (ministrstvu) Zveznega izvršnega sveta za industrijo, ter namestnik zveznega sekretarja za industrijo in trgovino, član predsedstva CK ZKS ter predsednik komisije za družbenoekonomske odnose in gospodarsko politiko, od 1967 podpredsednik Izvršnega sveta Socialistične republike Slovenije ter predsednik odbora za socialno politiko in komunalne zadeve v republiškem izvršnem svetu. Po politični "čistki" 1972 je postal predsednik mestne konference ZKS za Ljubljano, konec 70. let pa predsednik Zveze sindikatov Slovenije in bil 1982-86 predsednik republiške skupščine. Največjo medijsko pozornost je dosegel leta 1988 ob sporu s srbskim politikom Slobodanom Miloševićem (Hafnerjevo žuganje s prstom na zasedanju CK ZKJ, katerega član je bil ob zaključku svoje politične kariere 1986-90). Bil je avtor več politično-propagandnih publikacij, leta 1988 pa tudi pobudnik simpozija o komunistični perspektivi. 

## Napredovanja
- rezervni major JLA

## Odlikovanja
- red za hrabrost
- red zaslug za ljudstvo II. stopnje
- red bratstva in enotnosti II. stopnje
- red partizanske zvezde III. stopnje
- partizanska spomenica 1941